# Río Niyodo
El Niyodo (仁淀川 Niyodo-gawa?), es un río que atraviesa las prefecturas de Ehime y Kochi. Tiene una extensión de 124 km y su cuenca tiene una superficie de 1.560 km². 

## Características
Es uno de los tres principales ríos de la Región de Shikoku, junto a los ríos Yoshino y Shimanto. Se estima que en su cuenca viven unos 110.000 habitantes.
En su curso medio hay varias represas, entre las que se encuentra la segunda represa en cuanto a tamaño de la Región de Shikoku, la Represa Oodo (大渡ダム Oodo-damu?).
En comparación con el río Shimanto no es muy conocido en Japón, pero es el 4° río de Japón en cuanto a la calidad del agua (año 1999).
Nace en el monte Ishizuchi a una altura de 1982 m con el nombre de río Omogo, y tras confluir con el Río Kuma (久万川 Kuma-gawa?) que nace en el Paso de Misaka (línea divisoria de las cuencas del mar Interior de Seto y del océano Pacífico), pasa a llamarse río Niyodo. El punto de confluencia es conocido como Mimido (御三戸?) y está localizado en lo que fue la Villa de Mikawa (en la actualidad es parte del Pueblo de Kumakogen). Corre por un profundo cañón que atraviesa la Cadena Montañosa de Shikoku en dirección hacia el sur, para finalmente desembocar en el océano Pacífico en cercanías de la Ciudad de Kochi.
Desde el Paso de Misaka, pasando por Mimido y hasta el {Pueblo de Ochi (越知町 Ochi-chō?) del Distrito de Takaoka (高岡郡 Takaoka-gun?) de la Prefectura de Kochi, la Ruta Nacional 33 corre en forma paralela.

## Curso

### Superior
El río Omogo nace cerca de la Cascada de Goraiko (御来光の滝 Goraikō-no-taki?), en la cima del Monte Ishizuchi. Tras atravesar el Valle de Omogo (面河渓 Omogo-kei?), famosa por su paisaje otoñal, confluye con el río Kuma en un lugar conocido como Mimido. En este primer tramo más que una zona montañosa, recorre una zona que más bien parece una depresión. Pero entre lo que fue la Villa de Yanadani (en la actualidad parte del Pueblo de Kumakogen) y el Pueblo de Niyodogawa (仁淀川町 Niyodogawa-chō?) de la prefectura de Kochi, este paisaje cambia abruptamente, ya que pasa a correr por el Cañón de Niyodo (仁淀峡谷 Niyodo-kyōkoku?), con una profundidad de más de 100 m.
En el Pueblo de Kumakogen se construyó la Represa Omogo 3° (面河第三ダム Omogo Daisan-damu?), y en el Pueblo de Niyodogawa está la mayor represa de su curso, la Represa de Oodo. Por esta razón su caudal disminuye considerablemente hasta el Pueblo de Ochi, donde nuevamente empiezan a desembocar afluentes y a aumentar su caudal.

### Medio e Inferior
Desde el Pueblo de Ochi, el caudal vuelve a ser importante, por lo que en verano se llena de gente que se acerca a acampar o a disfrutar de la pesca. También se pueden observar canoas y barcazas de pescadores, asimismo hay varios puentes sumergibles en su trayecto. Desde el Pueblo de Ino (いの町 Ino-chō?), empieza a aumentar el ancho, empezando a mostrarse como un gran río.
- Datos: Q9071989
- Multimedia: Niyodo River / Q9071989